# Walter Julián Martínez
Walter Julián „Pery“ Martínez (* 28. März 1982 in Tegucigalpa; † 11. August 2019 in New York City, New York) war ein honduranischer Fußballspieler.

## Karriere
Obwohl Walter Julián Martínez in Tegucigalpa geboren wurde, begann er seine Karriere bei Victoria La Ceiba. Danach spielte er beim Stadtrivalen Vida, ehe er zu CD Marathón, einem weiteren honduranischen Topklub, wechselte, wo er seine Qualitäten unter Beweis stellte und somit die Aufmerksamkeit ausländischer Klubs erregte.
Pery, wie er genannt wurde, entschied sich schließlich für einen Wechsel nach Peking zu Beijing Guoan in die Chinese Super League, wo in den letzten Jahren bereits zahlreiche seiner Landsmänner gespielt hatten. Dort avancierte er mit 14 Treffern in 44 Spielen zu einem der besten Stürmer des chinesischen Oberhauses.
Nach einem kurzen Gastspiel beim spanischen Klub Deportivo Alavés kehrte Martínez schließlich zu Marathón zurück. Er wechselte aber nach einer Saison wieder zu Beijing Guoan. Dort spielte er mit seiner Mannschaft zwei Jahre lang um die chinesische Meisterschaft, ehe er sich Anfang 2012 Zweitligist Chongqing FC anschloss. Anfang 2013 wechselte er zu den San José Earthquakes in die Major League Soccer. Schließlich spielte er ein halbes Jahr für Club Xelajú MC in Guatemala, bevor er Anfang 2015 ein drittes Mal zu CD Marathón wechselte. Nach einem halben Jahr bei Club Deportivo FAS in El Salvador beendete er seine Karriere.
Walter Julián Martínez erlag einem Herzinfarkt.